# Дэчэн
Дэчэ́н (кит. упр. 德城, пиньинь Déchéng, буквально: «город Дэ») — район городского подчинения городского округа Дэчжоу провинции Шаньдун (КНР).

## История
В древности в этих местах проживали племена гэ (鬲). Когда царство Цинь впервые в истории объединило Китай в единое государство, то в этих местах был создан уезд Гэсянь (鬲县), а часть земель оказалась в составе уезда Гуанчуань (广川县). При империи Северная Ци оба этих уезда были расформированы.
При империи Суй в 586 году в этих местах был вновь создан уезд под названием Гуанчуань, вскоре переименованный в Чанхэ (长河县); он был подчинён округу Аньдэ (安德郡), в 589 году преобразованному в область Дэчжоу (德州). Вскоре область была расформирована, а уезд перешёл в подчинение округу Пинъюань (平原郡).
При империи Тан в 621 году область Дэчжоу была образована вновь. В эпоху Пяти династий при империи Чжоу уезд Чанхэ был присоединён к уезду Цзянлин (将陵县). При империи Северная Сун в 1034 году правление уезда Цзянлин переехало в посёлок Чанхэ (бывший административный центр уезда Чанхэ). Во времена правления монголов уезд Цзянлин в 1253 году был поднят в статусе до области Линчжоу (陵州).
При империи Мин в 1368 году область Линчжоу была понижена в статусе до уезда Линсянь (陵县), с 1369 года подчинённый области Дэчжоу. В 1374 году уезд был расформирован, и эти земли перешли под непосредственное управление областных структур.
Во времена империи Цин в подчинении области не осталось структур более низкого ранга, и она стала «безуездной областью» (散州). После Синьхайской революции в Китае была реформа структуры административного деления, в ходе которой области были упразднены, и в 1913 году область Дэчжоу была преобразована в уезд Дэсянь (德县). В 1946 году урбанизированная часть уезда была выделена в город Дэчжоу.
В 1950 году был образован Специальный район Дэчжоу (德州专区), и город Дэчжоу вошёл в его состав. В 1956 году Специальный район Дэчжоу был расформирован, и город Дэчжоу перешёл в состав Специального района Ляочэн (聊城专区). В 1961 году Специальный район Дэчжоу был воссоздан. В 1967 году Специальный район Дэчжоу был переименован в Округ Дэчжоу (德州地区).
Постановлением Госсовета КНР от 17 декабря 1994 года были расформированы город Дэчжоу и округ Дэчжоу, и образован городской округ Дэчжоу; территория бывшего города Дэчжоу стала районом Дэчэн в его составе.

## Административное деление
Район делится на 7 уличных комитетов и 5 посёлков.